# 人民解放阵线 (斯里兰卡)

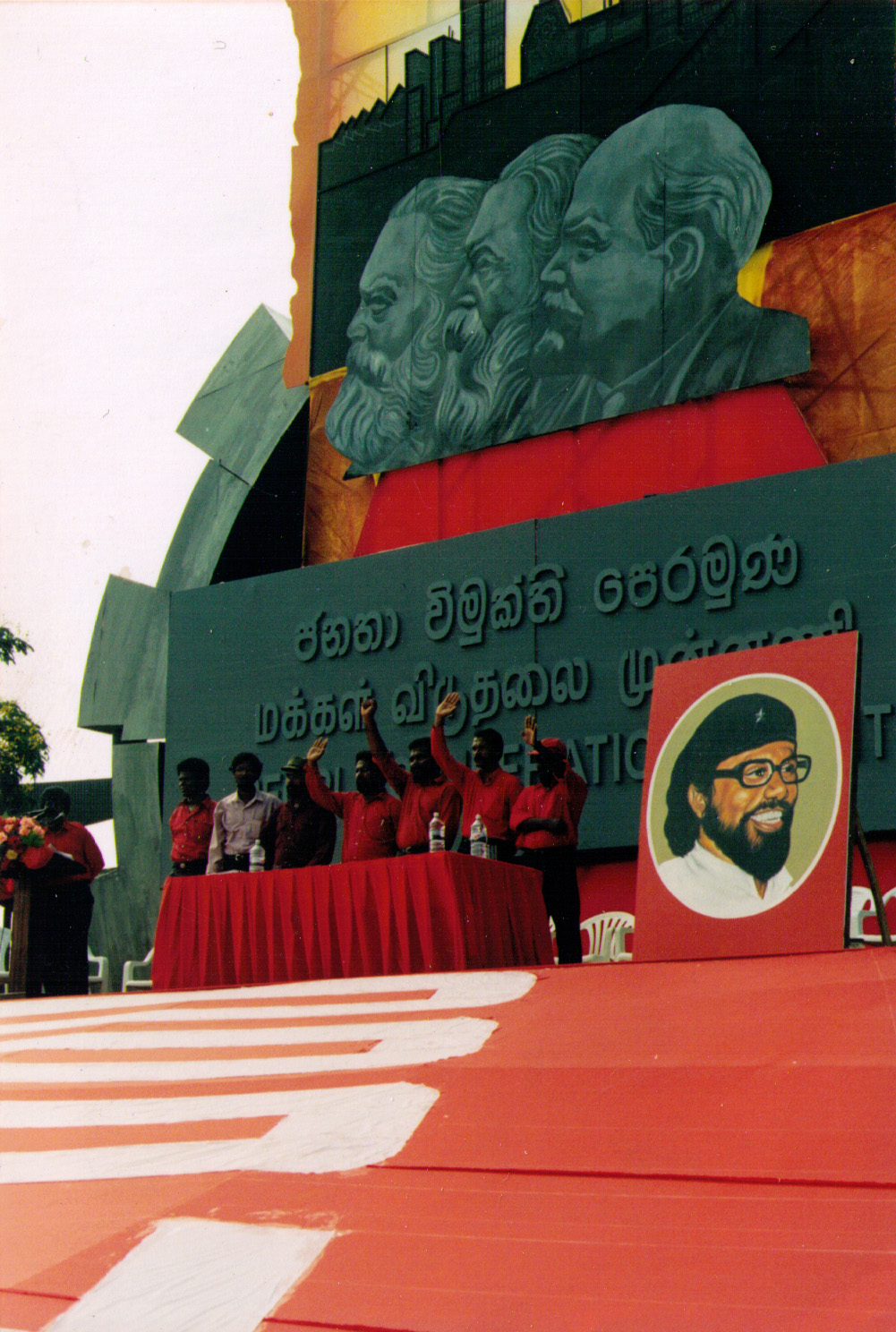
1999年五一劳动节，人民解放阵线在科伦坡举办庆祝活动。

人民解放阵线（羅馬化：Janatha Vimukthi Peramuna，缩写为JVP）是斯里兰卡的一个共产主义政党。

## 历史
该党成立于1965年5月4日。该党曾于1971年和1987年—1989年两度发动反对斯里兰卡政府的武装起义。1989年后，该党再度取得合法地位。在1994年斯里兰卡议会选举后，该党长期作为斯里兰卡僧伽罗人中的第三大政治力量。
在2024年斯里兰卡总统选举中，该党领袖阿努拉·库马拉·迪萨纳亚克当选斯里兰卡总统。在同年稍后举行的议会选举中，人民解放阵线领导的国家人民力量取得压倒性胜利，成为1977年议会选举以后斯里兰卡第一个取得超过议会三分之二席位的单一党派，也是第一个赢下贾夫纳选区的非泰米尔人党派 。

## 新社会主义
人民解放阵线在其政治纲领《我们的愿景》中提出，要建立一个独立、自主、有尊严的国家，必须通过构建“新社会主义国家”实现“人的解放”。其“新社会主义”主张是一个包容政治、经济、社会、文化、民族等多个维度的整体构想，强调人民主权、宪政变革、工业化发展等关键内容。
人民解放阵线认为当前斯里兰卡深陷于政治精英家族统治与裙带资本主义泥淖之中，民主制度已被权贵利益集团架空。在此背景下，人民解放阵线主张以“人民治理”取代“精英治理”，恢复真正意义上的人民主权。他们倡导建立基于“平等、民主、公正、个人自由、安全共存”五大支柱的新型政治体制，强调所有族群（包括僧伽罗人、泰米尔人、穆斯林等）的平等权利，反对种族压迫与剥削，实现民族团结与国家统一。
人民解放阵线主张从根本上改革1978年确立的法国式“行政总统制”，认为这一体制导致总统权力过度集中，是国家长期政治腐败与民众失能的制度根源。他们提出宪法变革的具体方案包括：废除行政总统、建立议会主导体制、限制议会任期、成立独立委员会、削减内阁规模、终止政党叛变、废除压迫性法律、用人民委员会取代地方议会等，以实现人民真正拥有的主权。
在经济层面，人民解放阵线批评资本主义全球化与本国开放经济政策带来的“再殖民化”趋势，提出通过“适度工业化”实现“新社会主义”经济转型。他们认为，应以科技手段推动产业升级，减少对农业的过度依赖，提高国家外汇收入与技术能力；同时注重生态环保与资源节约，倡导“高效率、低浪费”的现代工业发展模式，以保障人民生活质量与社会可持续发展。

## 历任领导人

### 领袖
- 罗汉·维杰韦里（1965年5月14日—1989年11月13日）
- 萨曼·皮亚西里·费尔南多（1989年11月13日—12月29日）
- 拉利斯·维杰拉斯纳（1989年12月27日—1990年1月1日）
- 索马万萨·阿马拉辛哈（1990年1月1日—2014年2月2日）
- 阿努拉·库马拉·迪萨纳亚克（2014年2月2日至今）

### 总书记
- 阿图拉·尼马拉西里·贾亚辛哈（英语：Athula Nimalasiri Jayasinghe）（1965年5月14日—1973年）
- 乌帕蒂萨·加马纳亚克（英语：Upatissa Gamanayake）（1973年—1976年12月25日）
- 索马万萨·阿马拉辛哈（1976年12月25日—1990年1月1日）
- 提尔文·席尔瓦（1995年7月15日至今）

## 选举结果

### 总统选举
|        |                          | 第一轮    | 第一轮 | 第二轮    | 第二轮 |      |
| 年份   | 候选人                   | 得票      | 得票率 | 得票      | 得票率 | 结果 |
| ------ | ------------------------ | --------- | ------ | --------- | ------ | ---- |
| 1982年 | 罗汉·维杰韦里            | 273,428   | 4.19%  | 不適用    | 不適用 | 落选 |
| 1994年 | 尼哈尔·加拉帕特提        | 22,749    | 0.30%  | 不適用    | 不適用 | 落选 |
| 1999年 | 南达纳·古纳蒂拉克        | 344,173   | 4.08%  | 不適用    | 不適用 | 落选 |
| 2019年 | 阿努拉·库马拉·迪萨纳亚克 | 418,553   | 3.16%  | 不適用    | 不適用 | 落选 |
| 2024年 | 阿努拉·库马拉·迪萨纳亚克 | 5,634,915 | 42.31% | 5,716,971 | 55.96% | 当选 |

### 议会选举
| 年份   | 领袖                     | 得票      | 得票率 | 赢得席位  | 增减  | 结果                    |
| ------ | ------------------------ | --------- | ------ | --------- | ----- | ----------------------- |
| 1994年 | 索马万萨·阿马拉辛哈      | 90,078    | 1.13%  | 1 / 225   | ▲ 1   | 反对派                  |
| 2000年 | 索马万萨·阿马拉辛哈      | 518,774   | 6.00%  | 10 / 225  | ▲ 9   | 反对派                  |
| 2001年 | 索马万萨·阿马拉辛哈      | 815,353   | 9.10%  | 16 / 225  | ▲ 6   | 反对派                  |
| 2004年 | 索马万萨·阿马拉辛哈      | 4,223,970 | 45.60% | 39 / 225  | ▲ 23  | 政府（2004年—2005年）   |
| 2004年 | 索马万萨·阿马拉辛哈      | 4,223,970 | 45.60% | 39 / 225  | ▲ 23  | 反对派（2005年—2010年） |
| 2010年 | 索马万萨·阿马拉辛哈      | 441,251   | 5.49%  | 4 / 225   | ▼ 35  | 反对派                  |
| 2015年 | 阿努拉·库马拉·迪萨纳亚克 | 543,944   | 4.87%  | 6 / 225   | ▲ 2   | 反对派                  |
| 2020年 | 阿努拉·库马拉·迪萨纳亚克 | 445,958   | 3.84%  | 3 / 225   | ▼ 3   | 反对派                  |
| 2024年 | 阿努拉·库马拉·迪萨纳亚克 | 6,863,186 | 61.56% | 159 / 225 | ▲ 156 | 政府                    |